# Xhumo
Xhumo is een dorp in het district Central in Botswana. De plaats telt 1684 inwoners (2011).